# کوین همپف
کوین همپف (انگلیسی: Kevin Hampf؛ زادهٔ ۲۴ مارس ۱۹۸۴) بازیکن فوتبال اهل آلمان است.
از باشگاه‌هایی که در آن بازی کرده‌است می‌توان به باشگاه فوتبال ارتسگبیرگ آئو، باشگاه فوتبال کمنیتس، و باشگاه فوتبال قوت-وایس ارفورت اشاره کرد.